# Calosoma denticolle
Calosoma denticolle es una especie de escarabajo del género Calosoma, familia Carabidae. Fue descrita científicamente por Gebler en 1833.
Esta especie se encuentra en varios países de Europa. También en China y Mongolia.